# 新しいドア 〜冬のひまわり〜
「新しいドア 〜冬のひまわり〜」（あたらしいドア ふゆのひまわり）は、ZARDの26作目のシングル。

## 背景
27枚目のシングル「GOOD DAY」との2枚同時リリースで、カップリング曲なしのワンコインシングル（500円）として発売された。
表題曲は、サッポロビール「冬物語」CMソングに使用された。

## 記録
初登場3位を記録した。

## 収録曲
1. 新しいドア 〜冬のひまわり〜
  - 作詞：坂井泉水 / 作曲：北野正人 / 編曲：古井弘人

演奏時間は6分5秒とシングル曲では最も長い。
元々はアルバム制作用に作られた曲だが、タイアップが決まったので急遽前倒しリリースされた[1]。作曲は、後にday after tomorrow、ストロボに在籍する北野正人。当初の仮題は「sweet pain」[1]。
「冬のひまわり」は一種の比喩で、何があっても乗り越えていける意志の強さ、勇気を表している。
2. 新しいドア 〜冬のひまわり〜（オリジナルカラオケ）

## 収録アルバム
- 永遠
- ZARD Request Best 〜beautiful memory〜

## カバー
| 曲名                        | アーティスト | 収録作品                                      | 発売日       | 備考 |
| --------------------------- | ------------ | --------------------------------------------- | ------------ | ---- |
| 新しいドア 〜冬のひまわり〜 | 原由実       | 『THE IDOLM@STER STATION!!+ WINTER MEMORIES』 | 2014年3月5日 |      |